# 弗朗切斯科·弗里德里希
弗朗切斯科·弗里德里希（德語：Francesco Friedrich，1990年5月2日—），德国男子雪车运动员。他曾代表德国参加2014年、2018年和2022年冬季奥林匹克运动会雪车比赛，获得四枚金牌。